# Rivomarginella
Rivomarginella is een geslacht van weekdieren uit de klasse van de Gastropoda (slakken).

## Soorten
- Rivomarginella electrum (Reeve, 1865)
- Rivomarginella morrisoni Brandt, 1968